# Orejana
Orejana est une commune de la province de Ségovie dans la communauté autonome de Castille-et-León en Espagne.

## Géographie
La commune comporte cinq villages :
- El Arenal, localité la plus importante, où se trouve la mairie ;
- Orejanilla ;
- Revilla ;
- Sanchopedro ;
- La Alameda, actuellement dépeuplé.

## Sites et patrimoine
- Église Saint-Jean-Baptiste (es)